# Jacques Rogge
Jacques Jean Marie graaf Rogge (Gent, 2 mei 1942 – Deinze, 29 augustus 2021) was van 16 juli 2001 tot 10 september 2013 voorzitter van het Internationaal Olympisch Comité. Hij was eenmaal wereldkampioen zeilen in de Finnklasse en nam in die categorie voor België deel aan de Olympische Zomerspelen van 1968, 1972 en 1976. In 1993 werd hij door de Belgische koning Boudewijn in de adelstand verheven. In maart 2003 werd hem de adellijke titel van graaf verleend. 

## Levensloop

### Jeugd
Hij volbracht zijn middelbare studies aan het Sint-Barbaracollege, waarna hij geneeskunde studeerde aan de Universiteit Gent en de diploma's verwierf van doctor in de geneeskunde en licentiaat in de sportgeneeskunde. Hij werd orthopedisch chirurg en doceerde sportgeneeskunde aan de Universiteit Gent en de VUB. 

### Sportman
Rogge was deelnemer aan het zeilen in de Finnklasse bij de Olympische Spelen van 1968 in Mexico, 1972 in München en 1976 in Montreal.
Als zeiler werd hij eenmaal wereldkampioen en haalde tweemaal een tweede plaats en werd zestien keer Belgisch kampioen. Hij heeft ook de Yachting World Cadet Trophy gewonnen en nam deel aan de regatta Ton Cup.
Verder speelde hij bij Gent Rugby XV. Hij werd tien keer geselecteerd voor het Belgisch rugbyteam. Met het ASUB-rugbyteam won hij eenmaal het Belgisch kampioenschap. Hij was erevoorzitter van de Gent Rugby Football Club, waarvan hij een van de stichters is.

### Olympische comités
Tussen 1990 en 1992 was hij voorzitter van het Belgisch Olympisch en Interfederaal Comité (BOIC). In 1991 werd hij lid van het Internationaal Olympisch Comité (IOC) en in 1992 van de Medische Commissie. In 1994 werd hij vicevoorzitter van het IOC.
Sinds 16 juli 2001 was Rogge voorzitter van het IOC, als opvolger van Juan Antonio Samaranch. De eerste Spelen die onder zijn voorzitterschap plaatsvonden, waren de Olympische Winterspelen 2002 in Salt Lake City. In oktober 2009 werd hij herverkozen voor een tweede ambtstermijn, tot in 2013.
Een van zijn opmerkelijkste beleidspunten in het IOC is het terugdringen van het aantal disciplines tijdens de Zomerspelen en het beperken van het aantal deelnemers op die Spelen tot ongeveer 10.500 sporters. Ook wist Rogge van het IOC weer een geloofwaardige en stabiele organisatie te maken, na het grootste omkoopschandaal uit de IOC-geschiedenis, rond de toewijzing van de Winterspelen aan Salt Lake City. Hij kreeg de bijnaam Mister Clean om zijn harde aanpak van het dopinggebruik in de sport. Door anderen kreeg hij als toenaam The Lord of the Rings.
Verder was hij in 2002 de eerste IOC-voorzitter die het Olympisch dorp verkoos boven een vijfsterrenhotel. In 2012 koos hij echter voor een suite in een hotel.
In september 2012 nam hij niet deel aan de slotceremonie van de Paralympics, vanwege het ondergaan van een heupoperatie. Op 10 september 2013 trad hij in Buenos Aires af als IOC-voorzitter.

### Andere werkzaamheden
In de periode 2005-2007 was Rogge bestuurder bij het Fonds Baillet Latour, een aandeelhouder van bierbrouwerij AB InBev, die met de dividenden onder andere culturele, medische en wetenschappelijke projecten ondersteunt. Wegens tijdsgebrek verliet hij het fonds, maar hij keerde in 2013 terug. In april 2014 werd Rogge benoemd tot speciaal ambassadeur van de Verenigde Naties voor jeugdige vluchtelingen en sport.

## Onderscheidingen

### Academische eretitels
- Universiteit Gent in 2001;
- Katholieke Universiteit Leuven in 2012,[11]
- Universiteit van Bakou;
- Semmelweis Universiteit, Budapest;
- École polytechnique, Lausanne.

### Adellijke titel
Op 11 maart 1993 werd Rogge opgenomen in de Belgische erfelijke adel met de persoonlijke titel van ridder. Wegens verdienste werd hem op 11 maart 2003 de persoonlijke adellijke titel graaf verleend. Zijn wapenspreuk luidt: Nil Volentibus Arduum (Niets is moeilijk voor hen die willen).

### Eretekens
- 29 september 2006: 3e klasse in de Orde van Vorst Jaroslav de Wijze.[13]
- 16 december 2010: 1e Klasse in de Orde van Verdienste.[14]
- 26 november 2012:  Commandeur in de Orde van Oranje-Nassau , uitgereikt door minister van Volksgezondheid, Welzijn en Sport Edith Schippers.
- 25 september 2013: grootkruis in de kroonorde.[15]
- 2014: Ridder Commandeur in de Orde van Sint-Michaël en Sint-George.[16]

## Eponiem
In zijn thuisstad Deinze werd de Jacques Roggebrug naar hem genoemd, de fietsbrug die vanaf mei 2022 fietssnelweg F7 (Gent-Kortrijk) over de N35 Volhardingslaan leidt.

## Privé
In 1968 trouwde hij. Hij kreeg met zijn echtgenote een zoon en een dochter. Rogge woonde in Astene bij Deinze. Tijdens zijn voorzitterschap van het IOC verbleef hij meestal in Lausanne.
Rogge overleed op 29 augustus 2021 op 79-jarige leeftijd.
- Bibliothèque nationale de France: cb15622949m (data)
- Gemeinsame Normdatei: 132568292
- International Standard Name Identifier: 0000 0001 1482 9264
- Library of Congress Control Number: nr2002016054
- Nationale Bibliotheek van Letland: 000309714
- Nationale Bibliotheek van Polen: a0000001826916
- Nederlandse Thesaurus van Auteursnamen: 315750693
- SNAC: w6h73m3t
- Système universitaire de documentation: 068974345
- Virtual International Authority File: 163063177
- WorldCat: E39PBJv8HR4Y7v6KYGpcYQHQv3

Demetrius Vikelas (Griekenland, 1894-1896) · Pierre de Coubertin (Frankrijk, 1896-1925) · Godefroy de Blonay (Zwitserland, 1916-1919) · Henri de Baillet Latour (België, 1925-1942) · Sigfrid Edström (Zweden, 1942-1952) · Avery Brundage (Verenigde Staten, 1952-1972) · Lord Killanin (Ierland, 1972-1980) · Juan Antonio Samaranch (Spanje, 1980-2001) · Jacques Rogge (België, 2001-2013) · Thomas Bach (Duitsland, 2013-heden)